# Giovanni Conversini
Giovanni Conversini, dit aussi Giovanni di Conversino, ou Giovanni da Ravenna (« Jean de Ravenne »), né en 1343 à Buda (Hongrie), mort en 1408 à Venise, est un grammairien, philosophe et historien italien, également juriste et homme d'État, un des premiers représentants du mouvement humaniste.

## Biographie
Giovanni Conversini a été longtemps confondu (déjà par Flavio Biondo) avec son contemporain Giovanni Malpaghini (tous deux étant appelés « Giovanni da Ravenna »). La clarté a été faite par Remigio Sabbadini, d'abord en 1906, puis dans son étude de 1924.
Son père, Conversino da Frignano, de Modène, était médecin du roi Louis Ier de Hongrie. Sa mère étant morte alors qu'il était encore en bas âge, son père l'envoya en Italie à son oncle le franciscain Tommaso da Frignano (ministre général de son ordre en 1367, patriarche de Grado en 1372, cardinal en 1378, † en 1381). L'oncle le plaça à l'orphelinat des Sœurs de Saint-Paul à Ravenne, où il passa son enfance. Il fit ses études à Ravenne (auprès de Donato Albanzani), à Bologne, à Ferrare et à Padoue. Il fut marié dès 1355 à une jeune fille de Ravenne, Margherita Furlan, dont il eut un unique fils, Conversino, né en 1358.
Entre 1360 et 1362, il suivit des cours de droit à l'université de Bologne. C'est dans cette ville qu'il entama en 1364 sa carrière de professeur de lettres. La même année, il fut présenté à Pétrarque par son maître Donato Albanzani (it). Ensuite il devint brièvement précepteur dans la famille de Nicolas d'Este, marquis de Ferrare, puis professeur de grammaire latine à Trévise. En 1368, Guido III da Polenta, seigneur de Ravenne, le nomma « notaire étranger » à la curie du podestat de Florence, charge qu'il exerça tout en donnant des cours sur les Géorgiques et sur la Rhétorique à Hérennius au Studio fiorentino. À l'été 1369, il retourna enseigner à Trévise, où sa femme mourut peu après. À l'été 1371, il trouva un poste à Conegliano, où un parent de sa femme lui rendit visite et tenta de l'empoisonner, sous prétexte apparemment qu'il maltraitait la défunte ; il dut garder le lit pendant plus de six mois.
En 1373, il rendit visite à Venise à son oncle Tommaso, qui venait d'être élu patriarche, mais ils eurent une violente dispute, au motif inconnu. Il partit ensuite pour Padoue, et à la fin de 1373 il se rendit à Arquà, où il rencontra une nouvelle fois Pétrarque. Au début de 1374, il fut recruté comme professeur à Belluno, où il resta cinq ans et se remaria avec une veuve, Benasuda, qui lui donna un second fils, Israele. Vers la fin de 1374, il écrivit à son maître Donato Albanzani une longue lettre de consolation pour la mort de Pétrarque (survenue le 19 juillet). Dans les années suivantes, il composa plusieurs traités de philosophie morale.
En 1378, il se réconcilia avec son oncle, qui fut élevé au cardinalat, et l'année suivante, son contrat n'ayant pas été renouvelé à Belluno, il lui rendit visite à Rome, son premier séjour dans cette ville. Au retour, il s'arrêta à Padoue, où il enseigna quelque temps dans l'école de son ami le grammairien Carletto Galmaretti (il eut alors pour élève Antonio Loschi), avant d'être remarqué par Francesco da Carrara, seigneur de la ville, qui fit de lui son secrétaire et conseiller. En butte à la jalousie des courtisans, et devenu à nouveau veuf, il quitta Padoue en décembre 1382 pour s'installer à Venise, où il fonda une école de grammaire.
Fin 1383, il fut recruté comme « notaire principal », ou chancelier, de la république de Raguse, poste qu'il occupa jusqu'à la fin 1387. De retour à Venise, il reprit son enseignement, fut recruté à Udine en octobre 1389, puis passa à Padoue en avril 1392. Il eut alors pour élèves, notamment, Pier Paolo Vergerio, Guarino Guarini et Victorin de Feltre. En 1393, Francesco II da Carrara le nomma protonotaire et chancelier de la Seigneurie de Padoue, et il entra en correspondance diplomatique avec Coluccio Salutati, chancelier de Florence, et Desiderato Lucio, chancelier de Venise.
En 1400, il remplit trois missions diplomatiques importantes pour la Seigneurie de Padoue : à Florence, à Bologne et à Rome. Au retour, il trouva deux enfants illégitimes qu'il avait eus morts de la peste, et son fils Israele, qui étudiait les lettres à l'université, en mourut aussi à l'été 1401. En 1404, il démissionna de sa charge de chancelier de Padoue et se réinstalla à Venise, où il fonda à nouveau une école, dont Francesco Barbaro, notamment, fut élève. Vers la fin de 1406, il alla enseigner à Muggia, mais sa santé se dégradant il rentra à Venise au début de 1408. Il était mort le 27 septembre suivant.

## Œuvres
Giovanni Conversini est l'auteur de dialogues et traités de philosophie morale et politique et de théologie, ainsi que de textes d'histoire, en latin. Après sa lettre à Donato Albanzani sur la mort de Pétrarque (1374), il composa des traités intitulés De miseria humanæ vitæ, De Christi conceptu, De fato. À l'automne 1378, au moment de l'élévation de son oncle au cardinalat, il écrivit un Dialogus inter Johannem et Litteram, sur la vocation religieuse et la vie chrétienne. Pendant la première période padouane, il composa un récit légendaire des origines de la famille de Carrare, Familiæ Carrariensis natio. Étant chancelier de la république de Raguse, il écrivit à un ami un De primo ejus introitu ad aulam, sur les raisons qui l'avaient incité à quitter la cour de Padoue, et d'autre part une Historia Ragusii (1387), avec une description de la ville, de ses institutions, de la région.
Pendant les douze ans de la seconde période padouane, il composa plusieurs textes : le De fortuna aulica (1396), encore sur la vie de cour ; Dolosi astus narratio (1397), dialogue sur les intrigues à la cour de Ferrare ; Violatæ pudicitiæ narratio, sive Historia moralis Elysiæ (1397), une histoire de chasteté conjugale et d'héroïsme qui se passe en France ; Apologia (1399), contre les calomniateurs qui l'accusaient d'incompétence comme chancelier ; De dilectione regnantium (1399), ou comment un prince peut conquérir les cœurs de ses sujets ; De lustro Alborum in urbe Padua, sur la procession dite « des Bianchi » à Padoue en octobre 1399, avec des informations intéressantes sur la ville de l'époque ; Rationarium vitæ (1400), une autobiographie inspirée des Confessions de saint Augustin (et du Secretum de Pétrarque).
En 1404, il termina son œuvre la plus importante : la Dragmalogia de eligibili vitæ genere, dialogue entre un Padouan et un Vénitien sur la question de savoir s'il vaut mieux vivre sous le règne d'un prince ou dans une république (l'auteur penche pour la monarchie), avec aussi un éloge du bonheur à la campagne opposé à la corruption dans les villes. Début 1407, il composa un texte intitulé Conventio inter podagram et araneam, variation sur la fable La Goutte et l'Araignée, inventée par Pétrarque (Ep. fam., III, 13), sur la supériorité de la vie à la campagne. À sa mort, il laissait inachevé un Memorandarum rerum liber, recueil d'anecdotes sur des contemporains (comme l'ouvrage homonyme de Pétrarque).
Il faut également mentionner une importante correspondance officielle ou privée.

## Éditions
- Libya et Dino Cortese (éd.), De lustro Alborum in urbe Padua / La processione dei Bianchi nella città di Padova (texte latin et traduction italienne), Padoue, 1978.
- Helen Lanneau Eaker (éd. et trad. anglaise), Benjamin G. Kohl (intr. et notes), Dragmalogia de eligibili vitæ genere, Lewisburg (Pennsylvanie), Bucknell University Press, 1980.
- Vittore Nason (éd.), Rationarium vite, Florence, Olschki, 1986.